# Rosalind Nashashibi
Rosalind Nashashibi (* 1973 in Croydon, London Borough of Croydon) ist eine britische Filmemacherin und Malerin.

## Leben und Werk
Nashashibi wurde als Tochter eines palästinensischen Vaters und einer irischen Mutter in London geboren. Sie studierte Malerei und erlangte 1995 den Bachelor of Fine Arts an der Sheffield Hallam University. Den Master of Fine Arts absolvierte sie 2000 an der Glasgow School of Art.
Neben zahlreichen weiteren Ausstellungen war sie Teilnehmerin der Manifesta 7, the Nordic Triennial, der 10. Sharjah Biennale und repräsentierte Schottland auf der 52. Biennale di Venezia. Sie wurde mit dem Paul Hamlyn Award for artists und 2003 mit dem ‚Becks Award‘ ausgezeichnet. Mit dem Film Vivian’s Garden (2017) nahm sie an der documenta 14 teil. 2017 wurde Nashashibi für den Turner Prize nominiert. Sie arbeitet zeitweise mit Lucy Skaer zusammen.

## Filmografie (Auswahl)
- 2000: The State of Things
- 2002: Dahiet Al Bareed: District of the Post Office
- 2002: Midwest
- 2003: Blood and Fire
- 2004: Hreash Housing
- 2004: University Library
- 2013: The Painter
- 2015: Electrical Gaza
- 2017: Vivian’s Garden